# Atto di abiura (1581)

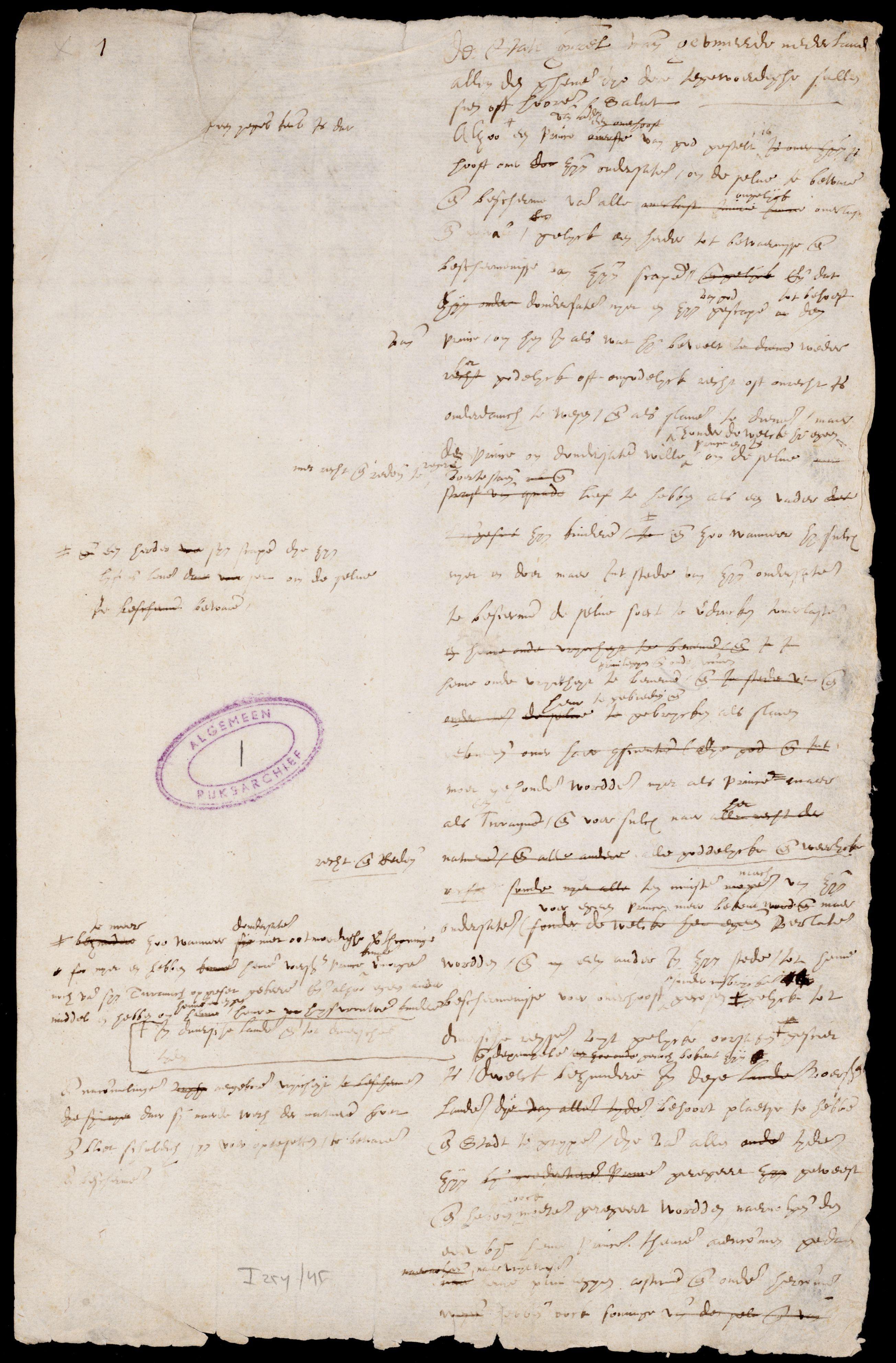
Prima pagina dell'Atto di Abiura

L'Atto di Abiura (in neerlandese Plakkaat van Verlatinghe), firmato il 26 luglio 1581, è la formale dichiarazione di indipendenza dei Paesi Bassi dal re Filippo II di Spagna. Questo atto fece seguito al trattato dell'Unione di Utrecht di due anni prima.

## Quadro storico
Nel 1482 le Diciassette Province dei Paesi Bassi passarono alla Casa d'Asburgo. Carlo V unì tutte le diciassette province sotto il suo controllo in unione personale (l'ultima provincia incorporata fu il ducato di Gheldria nel 1544). Con la Prammatica Sanzione del 1549 Carlo V stabilì che le province dovessero rimanere unite ed ereditate da un unico sovrano, creando in questo modo un'entità separata. Il figlio di Carlo, Filippo II di Spagna ereditò le province all'abdicazione di Carlo nel 1556. In realtà, Filippo II assumeva il titolo feudale di ogni singola provincia, come ad esempio Duca di Brabante e Conte d'Olanda. Non ci fu mai un singolo Stato olandese unificato, anche se le province erano rappresentate dagli Stati Generali della Repubblica delle Sette Province Unite sin dalla Grande Carta (o Privilegio di Maria di Borgogna) del 10 febbraio 1477.
Con la Rivolta olandese una parte di queste province si sollevò contro Filippo II. All'inizio le province sostenevano di rivoltarsi contro il viceré (prima il duca di Alba, poi Requenses, Don Giovanni d'Austria e Alessandro Farnese) e sostenevano di rappresentare Filippo II con degli statholder da loro nominati. Questa finzione diventò sempre più palese con la Pacificazione di Gand (8 novembre 1576). Quando Don Giovanni attaccò Anversa e Namur nel 1577, gli Stati Generali nominarono viceré l'arciduca Mattia, nipote di Filippo II, senza il consenso del re. Mattia era giovane e inesperto. Alessandro Farnese cominciò ad attaccare la debole unione della Pacificazione realizzando l'Unione di Arras, che comprendeva le province meridionali (1579). Le province ribelli del nord risposero lo stesso anno con l'Unione di Utrecht.
Guglielmo d'Orange, leader della rivolta olandese, cercò per i ribelli olandesi un sovrano che potesse portare utili alleati stranieri. Gli Stati Generali offrirono la sovranità dei Paesi Bassi a Francesco Ercole di Valois, il quale accettò e firmò il trattato di Plessis-les-Tours (29 settembre 1580). L'arciduca Mattia fu messo da parte e fu compensato con un'indennità annuale.

## Atto di Abiura
I magistrati delle città e delle aree rurali avevano giurato fedeltà a Filippo II. Fino a quando il conflitto con Filippo poteva essere giustificato, tali magistrati potevano fingere di essere fedeli al re, ma se si riconosceva un nuovo sovrano, essi dovevano fare una scelta. Il 4 giugno 1581 gli Stati Generali ribelli decisero di proclamare ufficialmente che il trono era vacante a causa del comportamento di Filippo. Il nome olandese dell'Atto di Abiura, "Plakkaat van Verlatinghe", può essere tradotto come "Manifesto" di Diserzione". E precisamente, non "diserzione" dei sudditi verso Filippo, ma, al contrario, diserzione del cattivo "pastore" Filippo verso il "gregge" olandese.
Fu istituita una commissione incaricata di preparare la bozza dell'Atto di Abiura. I quattro commissari erano Andries Hessels, greffier (segretario) degli Stati di Brabante; Jacques Tayaert, pensionario della città di Gand; Jacob Valcke, pensionario della città di Ter Goes (oggi Goes) e Pieter van Dieven (noto anche come Petrus Divaeus), pensionario della città di Malines.
L'Atto proibiva l'uso del nome e del sigillo di Filippo II in tutte le materie legali e l'uso del suo nome o delle sue insegne sulle monete; dava ai consigli delle province l'autorità di istituire le commissioni di magistrati; scioglieva tutti i magistrati dal loro precedente giuramento di fedeltà a Filippo e prescriveva un nuovo giuramento di fedeltà agli Stati della provincia in cui i magistrati erano in funzione, secondo una formula di giuramento prescritta dagli Stati Generali.
L'Atto stesso sembra essere stato scritto dall'audiencier degli Stati Generali, Jan van Asseliers.
L'Atto presentava un Preambolo molto ampio, che assumeva la forma di giustificazione ideologica, presentata come atto di accusa (un elenco dettagliato di lamentele) a Filippo II. Questa forma, molto simile alla Dichiarazione di indipendenza degli Stati Uniti d'America, ha fatto ritenere che quest'ultima fosse ispirata proprio all'Atto di Abiura. Il Preambolo era ispirato al trattato Vindiciae contra tyrannos di Philippe de Mornay e ad altre opere dei monarcomachi.

## Conseguenze
Molti magistrati rifiutarono di prestare un nuovo giuramento e preferirono dimettersi. L'Atto comportò un intero cambiamento nell'assetto politico di molte città ribelli dei Paesi Bassi, rafforzando la posizione dei radicali. Filippo non riconobbe l'Atto né la sovranità del Duca di Anjou. Il Duca stesso non era soddisfatto dei suoi poteri limitati e tentò di assoggettare alcune città, tra cui Anversa (l'episodio è noto come la "furia francese"). Gli Stati Generali cominciarono a cercare un altro sovrano. Elisabetta I d'Inghilterra rifiutò l'offerta e allora fu chiesto a Guglielmo d'Orange di assumere il titolo "vacante" di Conte d'Olanda. Guglielmo fu assassinato nel 1584 e il progetto non poté essere realizzato. Dopo il Trattato di Nonsuch (20 agosto 1585), Elisabetta accettò di inviare aiuto ai ribelli olandesi, senza però assumere la sovranità: invece nominò Robert Dudley, I conte di Leicester, Governatore Generale dei Paesi Bassi. Ma anche questo governo, come quello del Duca d'Anjou, fu un fallimento. Dopo la partenza di Leicester nel 1587, gli Stati Generali decisero di assumere essi stessi la sovranità, trasformando le Province Unite in Repubblica.
Alcuni ritengono che l'Atto di abiura influenzò direttamente Thomas Jefferson quando stava scrivendo la Dichiarazione di indipendenza degli Stati Uniti d'America.

## Province
Nella Dichiarazione sono menzionate le seguenti province (in ordine di apparizione):
- Brabante
- Gheldria
- Fiandre
- Olanda
- Zelanda
- Frisia
- Malines
- Utrecht

Anche le province di Groninga e Overijssel (che includeva Drenthe) parteciparono alla secessione ma non sono indicate separatamente perché, in senso stretto, non erano entità separate ma, rispettivamente, parti di Gheldria e Utrecht.